# Strategic Mind (серія ігр)
Strategic Mind (укр. Стратегічна думка) (серія комп'ютерних ігр) — Серія відеоігор в жанрі стратегія в реальному часі випущена українською студією Starni Games, польською студією Klabater, американською студією Hyperstrange, Hyperstrange S.A. та Unreal. Дає можливість гравцю в обличчі головного офіцера, за обмежену кількість ходів перемогти ворога, і захопити територію. Випущено було 6 ігр в серії
- Panzer Strategy (Танкова стратегія) — Випущена 5 березня 2018 року
- Strategic Mind: The Pacific (Стратегічна думка: Тихий океан) — Випущена 30 квітня 2019 року
- Strategic Mind: Blitzkrieg (Стратегічна думка: Бліцкриг) — Випущена 22 травня 2020 року
- Strategic Mind: Spectre of Communism (Стратегічна думка: Привид комунізму) — Випущена 11 вересня 2020 року
- Strategic Mind: Fight for Freedom (Стратегічна думка: Боротьба за волю) — Випущена 21 травня 2021 року
- Strategic Mind: Spirit of Liberty (Стратегічна думка: Дух волі) — Випущена 28 серпня 2023 року

## Strategic Mind "Blitzkrieg"
Strategic Mind: Blitzkrieg – друга гра в серії Strategic Mind. Якщо The Pacific був грою швидше про морські баталії, то Blitzkrieg переносить гравця на поля сухопутних битв, в яких брали участь війська Німеччини. Будучи частиною франшизи Strategic Mind, гра не тільки увібрала в себе її найкращі напрацювання, а й обзавівся низкою нововведень, покликаних урізноманітнити ігровий процес.
Ключові особливості:
1. Командуйте сухопутними, повітряними та морськими силами у масштабних битвах, більша частина яких відбувається у материковій частині Європи та Північної Африки.
2. Сучасна 3D-графіка, створена на движку UE4, з детально опрацьованими моделями юнітів, динамічною зміною доби та різноманітними погодними ефектами;
3. Налаштовуйте свої війська так, щоб вони ідеально пасували саме вашій тактиці ведення війни. У грі передбачено варіативне прокачування військ з безліччю скіллів та величезну кількість спорядження для кожного типу юнітів.
4. Отримуйте нагороди за проходження місій і відкривайте особливі навички Штабу, щоб ще більше збільшити ефективність своїх військ.
5. Наймайте нові моделі техніки, кожна з яких з'являється у переліку доступних військ у історично точний період.
6. Збирайте трофеї на полях битв і бийте ворога його зброєю, виставляючи найсучаснішу техніку противника проти нього самого.
7. Дайте відповідь на запитання: “А що було б, якщо…?” і перевірте, як би розгорталися події Другої світової, будь німецьке командування трохи успішнішим і далекогляднішим.
8. Спостерігайте за епохальними подіями в повністю озвучених кінематографічних роликах та сюжетних телеграмах, що проливають світло на підкилимні інтриги німецького керівництва.
9. Отримайте повну, на 100% готову гру, без “передрелізних” DLC та раннього доступу, з тривалою тех-підтримкою та повною відсутністю мікротранзакцій. Якщо згодом у гри з'являться доповнення, це буде саме новий контент, а не вирізані частини початкового проекту.
10. Гра складається з 20 рівнів. [1]

## Актори озвучки персонажів

### Strategic Mind "Blitzkrieg"
- Олег Карпенко (Франц Гальдер/Офіцер СС в Гестапо)
- Марк Джей Кілбан (Адольф Гітлер)
- Станислав Пжедговский (Хайнц Гудериан/Офіцер Германа Герінга)
- Джеймс МакВан (Ервін Роммель)
- Браян Ті Фрайзер (Еріх Манштейн)
- Джеймс Робертович Мартін (Вільгельм Канаріс)
- Джейсон Ла Мард Джонес (Карл Денніц)
- Ерік Росс Джілліант (Герман Геринг)

### Strategic Mind "Spectre of Communism"
- Олег Карпенко (Георгій Жуков/Герман Герінг)
- Марк Джей Кілбан (Лаврентій Берія)
- Станислав Пжедговский (Костянтин Рокоссовський)
- Браян Ті Фрайзер (Климент Ворошилов)
- Джеймс Робертович Мартін (В'ячеслав Молотов)
- Джейсон Ла Мард Джонес (Олександр Василевський)
- Ерік Росс Джілліант (Йосип Сталін)

### Strategic Mind "Fight for Freedom"
- Олег Карпенко (Гарольд Олександр)
- Марк Джей Кілбан (Джордж Маршал/Гаррі Трумен)
- Станислав Пжедговский (Алан Брук)
- Джеймс МакВан (Омар Бредлі/Британський офіцер в Дюнкерку)
- Браян Ті Фрайзер (Дуйат Ейзенхауер)
- Ерік Росс Джілліант (Джордж Паттон/Франклін Рузвель)
- Алан Вумерслі (Уїнстон Черчилль)
- Ліям Халсі (Стюарт Мензіс)
- Джордан Джінніті (Вільям Донован)

## Схожість та відмінність від історичних реалій

### Strategic Mind "Blitzkrieg"
- Операція "Удар Орла" закінчився невдачею, Люфтваффе понесли тяжкі втрати в боях за Великобританію
- Операція "Морський лев" був відмінений, через ризики та нестачу ресурсів.
- Адольф Гітлер пережив замах на вбивство, а в грі від нього позбулись у 1944 році до подій 20 липня.
- Битва за Британію (1944), являється копією контрнаступальних дій німецьких військ під Нормандією та Боїв під Арденами
- Операцію "Геркулес" планували втілити в життя в 1942 році, а не за тижні до Операції "Барбаросса", хоча висадка на Мальту була втілена Італійськими ДРГ в липні 1941 року
- Битва за Берлін, являється глобальним процесом Операції "Валькірія", тільки замість Гітлера мають позбутись Герінга
- Герман Герінг до лютого 1945 року, не займався інтригами проти фюрера, лише тоді коли замітив, що війна програна, і він хотів вести переговори з союзниками. Але в квітні його швидко викрили.
- Роммель ніколи не був залучений до Східного фронту.

### Strategic Mind "Spectre of Communism"
- Жуков не залучався до анексії Польських територій та Зимової війни у Фінляндії
- СРСР не зміг захопити Фінляндію, а тільки ту територію на яку претендувала, і підписала Московський договір
- Жуков не командував обороною Києва, після того, як його усунули від посади Начальника Генерального Штабу, він спочатку командував Резервним фронтом по контрнаступу на Єльню, а потім обороною Ленінграду
- Альтернативні місії проти Союзників, являється не реаілізованою операцією "Сім днів до річки Рейн" (крім місії захвату Великобританії), котру планували вже 70-80х роках ХХ ст.
- Київ, Харків, і Москва являлись цілями ядерних ударів по операції "Дропшот"